# Contracció auricular prematura
Una contracció auricular prematura (CAP) o extrasístole auricular és una arrítmia cardíaca caracteritzada per un batec cardíac prematur originat a l'aurícula. És un tipus d'extrasístole supraventricular. Mentre que el node sinoauricular normalment regula els batecs del cor durant el ritme sinusal normal, les CAP es produeixen quan una altra regió de les aurícules es despolaritza abans del node sinoauricular i, per tant, desencadena un batec cardíac prematur, en contrast amb el batec d'escapament, en què el node sinoauricular falla, fent que un marcapassos no nodal provoqui un batec més tard del que tocaria.
La causa exacta de les CAP no està clara; tot i que existeixen diverses condicions predisposants, les CAP aïllades únics es produeixen habitualment en persones joves i ancians sanes. Les persones grans que presenten CAP normalment no necessiten un seguiment.
Les CAP sovint són completament asimptomàtics i només es poden observar amb monitoratge Holter, però de vegades es poden percebre com la falta d'un batec o una palpitació. En la majoria dels casos, no es necessita cap mena de tractament, fora de tranquil·litzar al pacient, tot i que els medicaments com els blocadors beta poden reduir la freqüència de les CAP simptomàtiques.